# Tragic symphony
Tragic symphony is het derde album van Mastermind. Het album werd opnieuw volgespeeld door de gebroeders Bill en Rich Berends. Tijdens concerten speelde origineel lid Phil Antolino nog wel basgitaar mee. Het album is opgenomen in de eigen geluidsstudio van de broers in Browns Mills, New Jersey gedurende de maanden maart 1993 tot en met februari 1994.
Het album kende een probleem in de matige productie en dito zang. Beide komen voort uit de wil alles zelf in de hand te houden. Ook de platenhoes is namelijk afkomstig van Bill Berends.

## Musici
- Bill Berends – gitaar, gitaarsynthesizer, zang, basgitaar
- Rich Berends – slagwerk, percussie

## Muziek
Alle muziek en teksten van Bill Berends, behalve Tiger ! Tiger !. Dat nummer is een bewerking van Virgil Thomsons compositie op tekst van William Blake. Niet vermeld werd, dat er ook een fragment uit de Negende symfonie van Anton Bruckner en Zesde symfonie van Gustav Mahler (zogenaamde thema van Alma) verwerkt is in delen 1 en 3 van Tragic Symphony. 
| Nr. | Titel                                                              | Duur  |
| --- | ------------------------------------------------------------------ | ----- |
| 1.  | Tiger ! Tiger !                                                    | 3:45  |
| 2.  | The power and the passion                                          | 12:48 |
| 3.  | All the king’s horses                                              | 4:43  |
| 4.  | Tragic symphony (Sea of tears; Nothing left to say, Into the void) | 26:56 |